# Wim Huis
Willem (Wim) Huis (Amsterdam, 15 november 1927 – Maastricht, 14 september 2017) was een Nederlands voetballer. Hij debuteerde in 1949 in het eerste elftal van Ajax. Bij deze club beleefde hij als 'aanvaller' de grootste successen in zijn actieve loopbaan.
In 1954 ontstond het initiatief om in Nederland professioneel voetbal te gaan bedrijven. De Nederlandse Beroeps Voetbalbond (NBVB) ging de eerste profcompetitie organiseren. De talentvolste spelers van het land, waaronder Huis, gingen over naar een van de NBVB-clubs. Hij trad in dienst van Fortuna '54 uit Geleen, de eerste Nederlandse profclub.
Op de foto Wim Huis in het voorlopig Nederlands Elftal in het Feijenoord stadion te Rotterdam, op 5 oktober 1955 voor de oefenwedstrijd tegen Fulham, die werd gewonnen met 3-0.

## Statistieken
| Club  | Seizoen | Competitie | Competitie | Beker | Beker | Totaal | Totaal |
| Club  | Seizoen | Wed.       | Dlp.       | Wed.  | Dlp.  | Wed.   | Dlp.   |
| ----- | ------- | ---------- | ---------- | ----- | ----- | ------ | ------ |
| Ajax  | 1949/50 | 2          | 0          | -     | -     | 2      | 0      |
| Ajax  | 1950/51 | 1          | 0          | -     | -     | 1      | 0      |
| Ajax  | 1951/52 | 1          | 0          | -     | -     | 1      | 0      |
| Ajax  | 1952/53 | 6          | 1          | -     | -     | 6      | 1      |
| Ajax  | 1953/54 | 20         | 11         | -     | -     | 20     | 11     |
| Total | Total   | 30         | 12         | -     | -     | 30     | 12     |